# Reute (Appenzell Ausserrhoden)
Reute is een gemeente en plaats in het Zwitserse kanton Appenzell Ausserrhoden.
Reute telt 662 inwoners.
Bühler · Gais · Grub · Heiden · Herisau · Hundwil · Lutzenberg · Rehetobel · Reute · Schönengrund · Schwellbrunn · Speicher · Stein · Teufen · Trogen · Urnäsch · Wald · Waldstatt · Wolfhalden · Walzenhausen